# Coleophora impalella
Coleophora impalella é uma espécie de mariposa do gênero Coleophora pertencente à família Coleophoridae.